# Kantsi

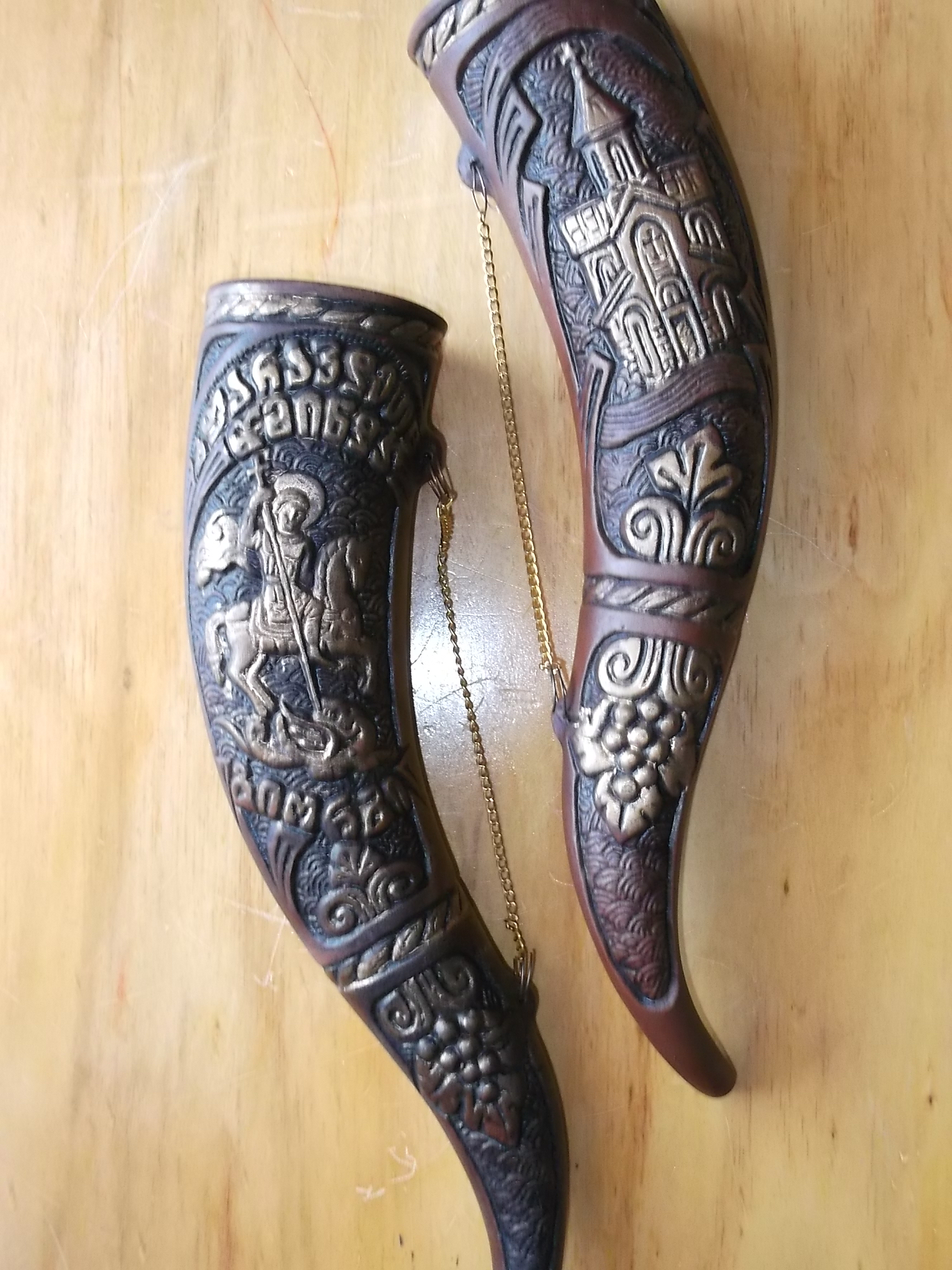
Kantsi

Un Kantsi  (ყანწი, traslitterato anche come qantsi, qanci) è il tradizionale corno potorio nella cultura del bere georgiana, fatto tipicamente con corni di ariete o di capra, a volte fatto anche con corni di toro.
Durante un pranzo formale (supra) i Georgiani propongono un brindisi, guidato da un annunciatore, (tamada) che stabilisce l'argomento di ciascun giro di brindisi. I Georgiani brinderanno per primi ai genitori, in quanto li valutano al di sopra di tutto il resto. I brindisi sono fatti o con vino o con brandy, brindare con la birra è considerato un insulto.